# Axonema

Nákres eukaryotního bičíku: (1) axonema (2) cytoplazmatická membrána (3) intraflagelární transport (4) bazální tělísko (5) průřez bičíkem (6) trojice mikrotubulů z bazálního tělíska

Axonema je svazek mikrotubulů uvnitř bičíků a řasinek eukaryotních organismů. Obvykle se skládá z jednoho centrálního páru mikrotubulů a devíti dalších párů uspořádaných v kruhu kolem něho (9×2+2). Axonemy fungují primárně jako organizační centrum pohybu bičíku.

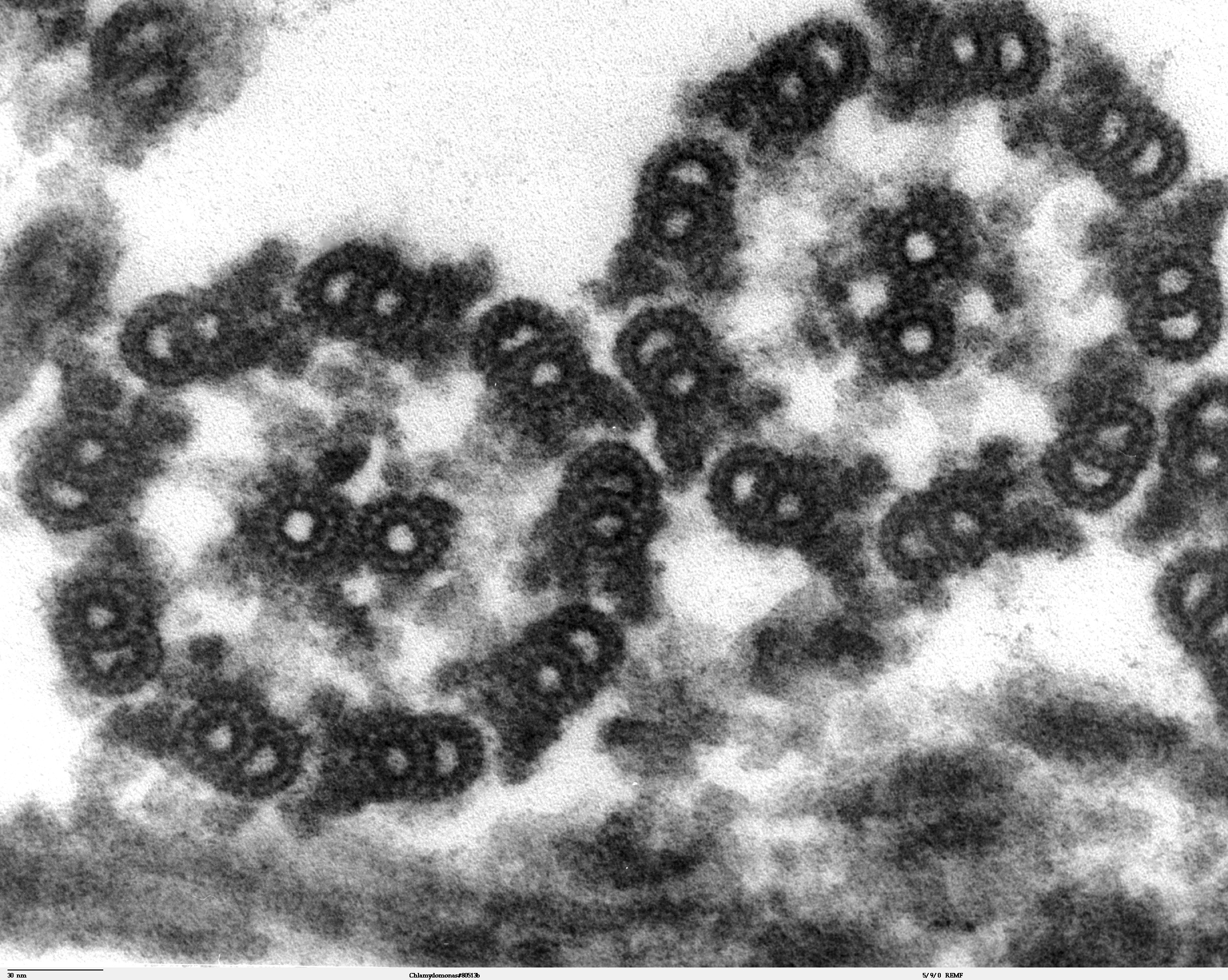
Průřez axonemou